# Apeneste
Apeneste o Apameste (in greco antico: Ἀπενήστε?, Apenéste) era un'antica città della Daunia. È citata dall'astronomo e geografo greco Claudio Tolomeo nel Libro III del suo Theatrum geographicum che, descrivendo le città marittime dell'Apulia Dauna scrive "Apulorum Dauniorum in Ionio pelago Salapia, Sipus, Apenestae, Garganus Mons. Et iuxta sinum Adriaticum Hyrium". Il sito originario della città potrebbe forse corrispondere al moderno territorio comunale di Mattinata, in provincia di Foggia.

## Storia

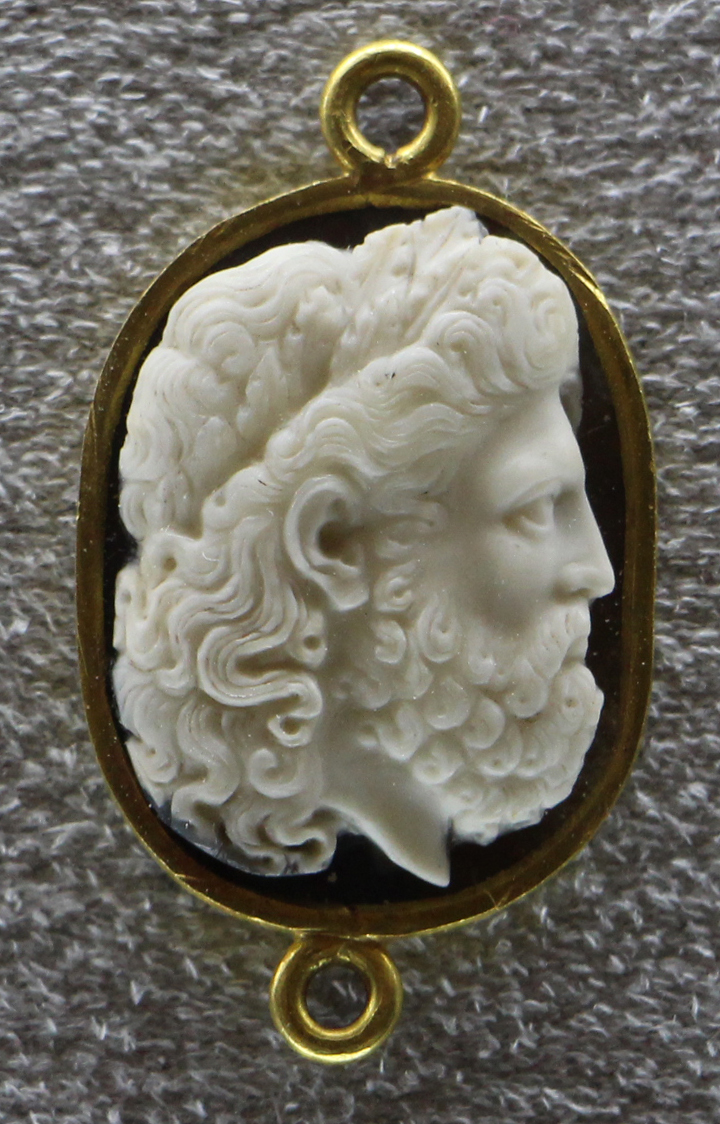
Giove dodoneo in un cammeo del III secolo a.C.

In base ai numerosi ritrovamenti di monete recanti il nome di Oiniades (greco Οινιάδες, latino Oeniadae) oggi Iniades, paese oggi nel distretto dell'Etolia-Acarnania si attribuisce la fondazione di Apeneste a coloni Greci provenienti dall'Acarnania e dall'Etolia (regioni storiche della Grecia occidentale). Molto probabile la commistione di detti coloni con popolazioni indigene di origine illirica. La zona intorno a Mattinata presenta notevoli tracce e reperti di insediamenti di origine daunia su Monte Saraceno databili al IX secolo a.C. e quindi antecedenti alla migrazione greca.
Un indizio significativo della colonizzazione greca nel Gargano è l'antico toponimo del Monte Sacro (una montagna di 874m a pochi chilometri a Nord del comune di Mattinata) che, fino al V secolo d.C. veniva citato come Monte Dodoneo (consacrato al culto greco di Zeus Dodonaios). Zeus Dodoneo dal nome santuario oracolare del dio a Dodona, nell'Epiro (Grecia Antica occidentale), al confine con Acarnania ed Etolia.

## Etimologia
Apeneste o Apameste deriva dal greco (ἀπανίστημι) apanístemi = "sorgo", "mi levo", "nasco", come a dire "sono l'oriente", il mattino.
Il toponimo Apeneste potrebbe poi essere stato romanizzato in Matinum, la circostanza è provata dalla concomitanza di ritrovamenti e reperti sia di epoca greca che romana nello stesso luogo, della stessa localizzazione del sito che ne fanno i geografi, da Claudio Tolomeo fino ad autori alto-medioevali e dalla perfetta simmetria fra i significati del toponimo Apeneste e del toponimo Matinum. 

## Controversie
L'origine di città oggi esistenti dall'antica Apeneste è oggi storicamente contesa da diverse città quali:
La città di Vieste, la quale rivendica un "diritto" di filiazione per la somiglianza fra le parole Apeneste e Vieste e per la relativa vicinanza geografica al sito dell'antica Matinum. Invero non esistono rinvenimenti o testimonianze storiche di alcun genere che confermino un qualche legame. In effetti è più probabile che Vescta / Vesta (per la presenza di un tempio dedicato alla dea Vesta) abbiano dato origine all'attuale Vieste.
La Matino salentina rivendica anch'essa una probabile discendenza dall'antica Matinum. Carlo Coppola, studioso di storia del Salento, in un articolo pubblicato nel 1999, asserisce che anche detta città potrebbe vantare una discendenza diretta da Apeneste o perlomeno rivendicare una fondazione ad opera di cittadini dell'antica Matinum in diaspora dopo la distruzione della città. Lo stesso autore ammette che non vi sono fonti certe che confermino detta filiazione ma individua alcuni elementi probatori che fanno pensare concretamente ad una relazione fra la vecchia e la nuova Matino. Il Coppola nota nello specifico la fondazione della nuova Matino in concomitanza con la scomparsa della vecchia, intorno al 980 d.c., alcune discordanze dialettali con i comuni vicini che fanno della Matino nuova un piccolo enigma linguistico e lo stemma cittadino, adottato in epoca normanna, quindi poco dopo l'anno 1000 e la fondazione del borgo, che raffigura un sole nascente, esattamente il significato greco della parola Apeneste. Tale ipotesi non inficia le altre, ma potrebbe essere parallela ad esse potendosi facilmente immaginare che una città completamente distrutta, probabilmente per una incursione saracena o, secondo altre testimonianze, per un terremoto-maremoto, e ancora più probabilmente per ambedue le evenienze, possa generare una diaspora dei sopravvissuti che possono aver preso strade e destini diversi.
Il comune di Mattinata vanta anch'esso una qualche relazione con l'antica Matinus data la vicinanza geografica con il sito dove sorgeva Apeneste, probabilmente in Contrada Agnuli in territorio di Mattinata, ma la circostanza che lo stesso comune abbia poco più di 150 anni di storia originandosi da un insediamento contadino di poche decine di persone databile agli inizi del 1800 e lasciando così oltre 8 secoli di buio e silenzio fra la scomparsa dell'antica Matinum e la comparsa di Mattinata, rende superfluo ogni disquisizione su una ovviamente impossibile filiazione diretta. Molto probabile invece che il nome Mattinata derivi dall'antica Matino, verosimilmente perché i pastori ed i contadini che fondarono l'originario nucleo di Mattinata intorno al 1780, potrebbero aver avuto una conoscenza tramandata oralmente dell'antica città scomparsa ormai da almeno 800 anni al momento della costruzione delle prime pagliaie che rappresentarono l'embrione del nuovo comune, oppure perché la contrada dove si andò a formare detto embrione aveva conservato negli anni una toponomastica legata all'antica Matinum.
Ragionevolmente Apeneste/Matinum è una delle tante città che sono apparse e scomparse sui lidi pugliesi, lidi che hanno modificato il proprio aspetto urbanistico profondamente e ripetutamente nel corso dei 3000 anni di storia conosciuta. La città ha avuto sicuramente sufficiente rilevanza economica, culturale e politica da essere citata da vari autori nell'antichità e la sventura di trovarsi esposta alle scorrerie saracene e barbaresche che per secoli hanno flagellato le coste del Meridione d'Italia. Scomparsa intorno al 950-980 d.c. da ogni carta o citazione storico-geografica, devastata al punto che per almeno 8 secoli nessuno nemmeno tenta di ricostruirla cadendo nell'oblio più assoluto, rivive in qualche modo nelle poche vestigia di epoca tardo latina ancora visibili nel territorio di Mattinata e, forse, nel sangue di un altro popolo matinese erede dei "Matinates ex Gargani" di Pliniana memoria trasferitosi un po' più a sud a dare vita ad una nuova Patria.